# Eerste klasse 1953-54 (basketbal België)
Het seizoen 1953-1954 was de 7e editie van de hoogste basketbalcompetitie. Het Luikse Saint-Louis en Union Saint-Gilles promoveerden uit de ere-afdeling.
Royal IV behaalde een derde opeenvolgende titel.

## Eindstand
|  |    |                      | P  | W  | G  | V | Ptn |
|  | -- | -------------------- | -- | -- | -- | - | --- |
|  | 1  | Royal IV             | 22 | 21 | 0  | 1 | 43  |
|  | 2  | Antwerpse B.C.       | 22 | 18 | 3  | 1 | 37  |
|  | 3  | Hellas Gent          | 22 | 18 | 4  | 0 | 36  |
|  | 4  | Semailles            | 22 | 11 | 9  | 2 | 24  |
|  | 5  | Bavi Vilvoorde       | 22 | 10 | 11 | 1 | 21  |
|  | 6  | Union SG             | 22 | 10 | 11 | 1 | 21  |
|  | 7  | Racing CB            | 22 | 9  | 12 | 1 | 19  |
|  | 8  | Amicale S. Bruxelles | 22 | 9  | 13 | 0 | 18  |
|  | 9  | Saint Louis          | 22 | 7  | 12 | 3 | 17  |
|  | 10 | Ougrée               | 22 | 7  | 15 | 0 | 14  |
|  | 11 | Hades Gent           | 22 | 4  | 18 | 0 | 8   |
|  | 12 | Vorst                | 22 | 3  | 19 | 0 | 6   |

1928 · 1929 · 1930 · 1931 · 1932 · 1933 · 1934 · 1935 · 1936 · 1937 · 1938 · 1939 · 1940 · 1941 · 1942 · 1943 · 1944 · 1945 · 1946 · 1947 · 1948 · 1949 · 1950 · 1951 · 1952 · 1953 · 1954 · 1955 · 1956 · 1957 · 1958 · 1959 · 1960 · 1961 · 1962 · 1963 · 1964 · 1965 · 1966 · 1967 · 1968 · 1969 · 1970 · 1971 · 1972 · 1973 · 1974 · 1975 · 1976 · 1977 · 1978 · 1979 · 1980 · 1981 · 1982 · 1983 · 1984 · 1985 · 1986 · 1987 · 1988 · 1989 · 1990 · 1991 · 1992 · 1993 · 1994 · 1995 · 1996 · 1997 · 1998 · 1999 · 2000 · 2001 · 2002 · 2003 · 2004 · 2005 · 2006 · 2007 · 2008 · 2009 · 2010 · 2011 · 2012 · 2013 · 2014 · 2015 · 2016 · 2017 · 2018 · 2019 · 2020 · 2021